# Blogroll
Blogroll – zestaw odnośników do innych blogów umieszczany zwykle w bocznym menu (panelu) bloga. Niekiedy jest to mechanizm wymiany odnośników pomiędzy blogami, w innym wypadku są to odnośniki do blogów, które autor danego bloga regularnie czyta i ocenia.
Wiele gotowych skryptów otwartego oprogramowania zawiera wbudowane mechanizmy umożliwiające skorzystanie z wymiany odnośników np. WordPress. Wymiana odnośników najczęściej odbywa się przy wykorzystaniu mechanizmów OPML.